# Tamsalu
Tamsalu este un oraș (linn) în Regiunea Lääne-Viru, Estonia.

## Legături externe
- Site oficial

1. ↑  Classification of Estonian administrative units and settlements[*] Verificați valoarea |titlelink= (ajutor)
2. ↑  Haldus- ja asustusjaotus (în estonă), accesat în 1 decembrie 2021